# Улица Юлии Здановской
Улица Юлии Здановской (до 2022 года — улица Ломоносова) (укр. вулиця Юлії Здановської) — улица в Голосеевском районе города Киева, исторически сложившаяся местность Голосеево. Пролегает от улицы Михаила Стельмаха до перекрёстка улиц Самойло Кошки и Профессора Балинского.
Примыкают улицы Маричанская, Ореховатская, Рея Бредбери, переулок Леопольда Ященка, Коломыйский переулок, Васильковская, Софьи Ковалевской, Композитора Мейтуса.

## История
Новая улица возникла в 1950-е годы. Парная сторона конца улицы начала застраиваться в 2000-е годы.
20 августа 1957 года Новая улица района нового университета в Кагановичском районе получила новое название — в честь русского естествоиспытателя Михаила Ломоносова, согласно Решению исполнительного комитета Киевского городского Совета депутатов трудящихся № 1428 «Про наименование и переименование улиц г. Киева» («Про найменування та перейменування вулиць м. Києва»). 
В процессе дерусификации городских объектов, 10 ноября 2022 года улица получила современное название — в честь погибшей в ходе вторжения России на Украину участницы всеукраинских и европейской олимпиад Юлии Яновны Здановской.

## Застройка
Улица пролегает в юго-западном направлении. После примыкания Васильковской улицы непарная сторона улицы занята студенческим городком — общежития и корпуса Киевского национального университета. Парная и непарная стороны улицы заняты многоэтажной жилой застройкой (в том числе общежития) и учреждениями обслуживания. Парная сторона конца улицы частично не застроена. 
Учреждения:
1. дом № 18 — Киевский кооперативный институт бизнеса и права
2. дом № 33/43 — Национальный институт рака; Церковь Косьмы и Дамиана
3. дом № 36 — Киевская городская студенческая поликлиника Поликлиническое отделение № 2
4. дом № 81А — Военный институт Киевского национального университета им. Тараса Шевченко